# 麻城方言
麻城方言是江淮官话黄孝片中的一种方言，在一定程度上受到了赣语和西南官话的影响。麻城方言共有六种声调，存在文白异读。麻城各乡镇间的方言亦有微小差别，这种差别主要表现在元音上。

## 在汉语言中的归类
麻城市处于郑州、合肥、武汉三大城市合围的中心位置，北与河南省商城县、新县（属中原官话区）以山脊为界，东北同安徽省金寨县（中原官话与江淮官话混合区）依界岭分水，省内东邻罗田县，南接团风县、武汉市新洲区（西南官话区），距阳新县、大冶（贛语区）不远。西与红安县、孝感市大悟县（江淮官话黄孝片）毗连。受周边方言影响，再加上历史上特别是明清以后，麻城又一度成为人口大迁移（湖广填四川）的重要集散地，麻城及黄冈市包括孝感市的方言归属就存在争议。赵元任等将包括麻城在内的黄冈、鄂州、等地孝感方言放在一起统称“楚语”，袁家骅将黄冈方言划归西南官话区。而学术界最具倾向性的做法是将其划归为江淮官话区。其实，处于几大方言过渡地带的黄冈方言除了跟江淮官话一样有入声调，它也有自己独有的特点，比如ʯ类韵母，麻城话“猪”读“[tʂʯ212]”（部分乡镇读“[kʯ212]”），象棋子中的“车”也读“[tʂʯ212]”。所以，詹伯慧认为，湖北鄂东一带的楚语，跟汉口一带的西南官话固然大不相同，跟东面的江淮官话又难以归到一起。汪化云说道：“困难的是，从面积看，似还不足以跟江淮官话、西南官话平行，单独成为官话大区中的一种官话。归入江淮官话，只能是一种无奈的处理。”以上赵元任、詹伯慧、汪化云还是就整个黄冈市来说的，并未将麻城方言作为点去深入考察。因此，麻城方言的归属就更难定论。

## 语音

### 语音系统

#### 1.声韵调描写
麻城方言的声、韵、调和普通话有所不同，声母24个，韵母40个，保留入声，共有6个声调。
麻城方言声调一般都是六个调：阴平，阳平，上声、阴去、阳去、入声。其调类演化的基本规律为：平声分阴阳；全浊上主要归去阳去；去声分阴阳；入声保留，全浊字并入阳去或阳平。
| 麻城方言点声调调类调值 | 麻城方言点声调调类调值 | 麻城方言点声调调类调值 | 麻城方言点声调调类调值 | 麻城方言点声调调类调值 | 麻城方言点声调调类调值 | 麻城方言点声调调类调值 | 麻城方言点声调调类调值 | 麻城方言点声调调类调值 |
| 中古四声               | 平                     | 平                     | 上                     | 上                     | 去                     | 去                     | 入                     | 入                     |
| ---------------------- | ---------------------- | ---------------------- | ---------------------- | ---------------------- | ---------------------- | ---------------------- | ---------------------- | ---------------------- |
| 全清次清               | 全浊次浊               | 全清次清次浊           | 全浊                   | 全浊次浊               | 全清次清               | 全清次清次浊           | 全浊                   |                        |
| 阴平                   | 阳平                   | 上声                   | 阳去                   | 阳去                   | 阴去                   | 阳去                   | 入声                   |                        |
| 212(部分乡镇313)       | 42                     | 45(部分乡镇55)         | 33                     | 33                     | 25(部分乡镇35)         | 33                     | 24                     |                        |

#### 2.声韵配合关系
麻城方言声母24个，除去零声母Ǿ后共23个，可分成6组。韵母没有撮口呼，分开口、齐齿、合口呼三类。
|              | 开口呼      | 齐齿呼      | 合口呼         |
| ------------ | ----------- | ----------- | -------------- |
| p ph m f     | 爸 派 蛮 肺 | 比 篇 渺    | 不 仆 佛       |
| t th l       | 大 太 蓝    | 地 跳 连    |                |
| ts tsh s     | 扎 残 晒    |             |                |
| tʂ tʂh ɳ ʂ ʐ | 炸 缠 傻 让 |             | 猪 吹 女 书 元 |
| tɕ tɕh ȵ ɕ   |             | 见 抢 年 笑 |                |
| k kh ŋ x     | 夹 看 昂 好 |             | 古 亏          |

## 音系特点

#### ʯ类韵母
ʯ韵母是麻城方言里一个比较特殊的韵母。赵元任等在《湖北方言调查报告·麻城分地报告》中就明确描写了ʯ韵母，并指出：“ʯ相当于ɿ的圆唇，同时舌面又略略抬起，就成为ʯ与y之间的圆唇元音。”袁家骅在《汉语方言概要》里指出江淮方言黄孝片有把y和u读成ʯ的，并以麻城为代表点作了举例性说明。为方便计，我们将单韵母ʯ以及以ʯ为韵头的其它7个复韵母（ʯe、ʯa、ʯei、ʯai、ʯan、ʯən、ʯaŋ）合称为ʯ类韵母。搜检《方言调查字表》三千多字，我们发现麻城方言存在大量的ʯ类韵母，并总结出以下几点：
1.ʯ类韵母字绝大多数来自古合口（果合2字、遇合92字、蟹合5字、止合15字、山合55字、臻合38字、梗合6字、通合6字，共219字），少数来自开口（假开1字、山开1字、臻开2字、宕开4字、曾开2字，共10字）。
2.ʯ类韵母来自开口的全都是古日母字（惹然燃忍刃瓤嚷壤让仍扔），并且到现代都转化为零声母字。
3.ʯ类韵母字几乎都是来自三等，极少来自四等（如山摄合口四等的8个字）。
4.ʯ类韵母字主要来自遇山臻摄（共188字），止、梗、通摄次之（共27字），果、假、蟹、宕、曾有少数几个字（共14字），其它摄没有。
5.ʯ类韵母字主要来自知系、照系、见组、日母等，没有来自端组、精系的字。
6.ʯ类韵母字来源古四声皆有，其中来自通摄的全是入声字。

#### 入声
查检《方言调查字表》后发现，古入声字在麻城方言里有比较统一并区别于其它声调的调值[24]，除去冷僻字、发音合作人不认识的字以及麻城方言不常用的字，据统计大约498个入声字当中，有442个字读[24]调，只有56个字读其它调值。
我们可以把麻城方言里的古入声字进行分类：
1.古入声字在麻城方言里仍然读自成一类成为入声，调值[24]，占90%左右。
汪化云明确提出“黄冈方言入声一般不是韵类现象”，因此麻城方言里入声最多算一个调类，不牵扯到韵类。因为黄冈方言的入声几乎全都是阴声韵（除恰韵知母字“劄”、帖韵见母字“挟”读[an]，“屋、没”两韵明母字“没”、
“木”、“目”、“穆”、“牧”等少数几个字读[oŋ]外）。例如：
i踢逆极 ʅ殖吃湿 e则折赦 a抹发插 ɜ日 o佛乐勺
u不仆谷 ʯ出拘入 əu叔烛足 ie灭跌 ue国 
ʯe（宋埠镇）说热越 ʯa刷 io略学约 ai宅 
ia甲恰押 au薄
其中韵母[io]仅有[24]一个调值，也可以说[io]仅为[24]而存在。如：略、掠爵、雀、鹊、削。
2.古入声字在麻城方言里里读其它调约10%，包括读阴平、阳平、阴去、阳去，几乎没有排入上声的。
派入阴平[212]的：胛啄
派入阳平[42]的：滑筏膜卜斛
派入阴去[25]的：拉劄蛰撒泄屑匹率率领蟀述缚式饰翼亿忆剧剔酷
派入阳去[33]的：踏盒十轧舌活猾罚穴核术薄寞幕嚼着睡着藿戳直食核易席射石划仆轴续
不难看出，派入去声调49个，占比90%左右。派入平声才7个，占比很小。

#### 文白异读
徐通锵说，文白异读是语词中能体现雅/土这种不同风格色彩的音类差异，
是一种叠置式音变。麻城方言的文白异读表现为大量的系统性声韵又读现象，并且这些又读都很地道。
1.蟹摄一等、止摄帮组、蟹止两摄合口端系字的文白异读：
辈倍备被[pei33]/[pi33]  背贝[pei25]/[pi25]
培陪裴[phei42]/[phi42]  胚[phei45]/[phi45]
配佩[phei25]/[phi25]
梅媒眉媚[mei42]/[mi42]
每美镁[mei45]/[mi45]  妹昧寐[mei33]/[mi33]
对兑队[tei25]/[ti25]  腿[tei45]/[ti45]
推[tei212]/[ti212]  退[tei25]/[ti25]
内累类[lei33]/[li33]  嘴咀[tsei45]/[ʨi45]
罪企[tsei33]/[ʨi33]  醉最[tsei25]/[ʨi25]
催崔[tshei212]/[ʨhi212]  髓[sei45]/[ɕi45]
随绥隋[sei42]/[ɕi42]  虽[sei212]/[ɕi212]
碎岁[sei25]/[ɕi25]
这类文白异读的文读和白读都有人使用，只不过白读更土一些，老派用得较多。且两读声母基本一致（仅精组文读为ts组，白读为ʨ组）文读音ei，白读音为i。
2.见系开口二等字的文白异读：
效摄：
掐[ʨhia24]掐算 [kha24]掐菜薹
架[ʨia25]打架 [ka25]豇豆角
家[ʨia212]家庭 [ka212]人家
鸦[ia212]乌鸦 [ŋa212]鸦雀
牙[ia42]牙膏 [ŋa42]牙齿
芽[ia42]发芽 [ŋa42]麦子芽了
哑[ia45]哑谜 [ŋa45]哑巴
桠[ia212]枝桠 [ŋa212]树桠子
下[ɕia33]下流 [xa33]下着（下午）
稼[ʨia25]庄稼 [ka212]做庄稼
效摄：
觉[ʨiau25]睡觉 [kau25]落觉
敲[ʨhiau212]推敲 [khau212]敲门
窖[kau25]草灰窖  坳[ŋau25]山坳
咬[iau45]咬牙切齿 [ŋau45]咬一口
咸摄：
狭[ɕia24]狭隘 [kha24]促狭
鸭[ia24]板鸭 [ŋa24]鸭子
馅[ɕian33]馅饼 [xan33]剁馅
压[ia24]压迫 [ŋa24]压人
陷[ɕian33]沦陷 [xan33]陷进去
淹[ian212]淹没 [ŋan212]大水淹了
恰[ʨhia24]恰当 [tsa24]恰好
山摄：
间[ʨian212]离间计 [kan212]一间房
眼[ian45]眼镜 [ŋan45]眼睛
瞎[ɕia24]瞎猜 [xa24]瞎子
苋[xan33]苋菜  晚[ŋan25]来晚了
咸[ɕian42]老少咸宜 [xan42]咸了
江摄：
讲[ʨiaŋ45]讲课 [kaŋ45]讲嘴（吵架）
虹[xoŋ42]彩虹 [kaŋ25]天上出了虹
项[ɕiaŋ33]项羽 [xaŋ33]项目
确[ʨhio24]确切[kho24]正确（少见）
豇[kaŋ212]豇豆
这类文白异读白读占优势，部分白读还失去文读（上例所涉字一个读音的表示白读音，没有文读音），有的有白读音但是使用极少甚至不用（上例只注音没组词的）。而且，两读主要通过词汇来加以区别，文白读没法对调。文读声母为ʨ组或零声母，齐齿呼韵母。白读声母为k组，开口呼韵母。
3.端组字文白异读：
呆[tai212][ŋai42]  隶[li33][ti33]
吐[thəu45][ləu45]  顶[tin45][ŋən45]
掏[thau212][lau212]  盗[tau33][lau33]
歹[tai45][lai45]
这类文白异读文读占优势，白读多为老派保留，人数渐少，文读有盖过白读的势头。文白两读声母相异而韵母基本一致，白读音容易被忽略。
4.精组字文白异读：
撕[sɿ212][tsɿ212]  柿[ʂʅ33][tsɿ33]
侧[tshe24][tse24]  睁[tsən212][tshən212]
撞[tsaŋ33][tshaŋ33]  造[tsau33][tshau25]
这类文白异读也是文读占优势，文白两读表现为声母在塞擦音与擦音、送气不送气的不同，而韵母完全相同。
5.知照系字文白异读：
系[ʨi25][ɕi33]  兆[tʂau33][ʂau33]
卓[tʂo24][tʂho24]  常[tʂhaŋ42][ʂhaŋ42]
尝[tʂhaŋ42][ʂhaŋ42]  偿[tʂhaŋ45][ʂhaŋ45]
舂[tʂhoŋ212][tʂhoŋ212]
承[tʂhən42][ʂən42]  盛[tʂhən42]ʂən42]
这类文白异读同样表现为声母在塞擦音与擦音、送气不送气的不同，韵母完全相同。除了系统性又读外，还有下列字出现文白异读：
别[pie24]别人 [phie33]别个
坡[pho212]苏东坡 [po212]陡坡
薄[po24]薄荷 [pho33]厚薄
盾[tən33]银盾 [thən45]盾牌
等[tən45]等人 [thən33]等一下
椒[ʨiau212]辣椒 [ʨiəu212]大椒
茂[mau33]风华正茂 [məu33]茂盛
贸[mau33]亚贸市场 [məu33]贸易
谋[məu42]计谋 [mau42]谋杀
亩[məu45] [mau45]一亩地
牡[məu45] [mau45]牡丹
某[məu45] [mau45]某人
谬[miəu33] [miau33]谬（姓氏）
甩[ʂʯai45] [ʂʯa45]甩掉